# 26 Большого Пса
26 Большого Пса (лат. 26 Canis Majoris), MM Большого Пса (лат. MM Canis Majoris), HD 55522 — одиночная переменная звезда в созвездии Большого Пса на расстоянии приблизительно 1005 световых лет (около 308 парсеков) от Солнца. Видимая звёздная величина звезды — от +5,87m до +5,84m. Возраст звезды оценивается как около 3,6 млн лет.

## Характеристики
26 Большого Пса — бело-голубая пульсирующая переменная звезда (LPB) спектрального класса B2IV/V. Масса — около 5,5 солнечных, радиус — около 3,25 солнечных, светимость — около 1000 солнечных. Эффективная температура — около 16157 К.